# Mikel Santiago
Mikel Santiago, né le 8 septembre 1975 à Portugalete en Espagne, est un auteur espagnol écrivant des thrillers et des romans fantastiques. Il publie ses œuvres en espagnol. Ses écrits ont été traduits dans plus de vingt langues.

## Biographie

### Biographie personnelle
Il est né à Portugalete en 1975 dans la province de Vizcaya. À 15 ans, il déménage dans une maison de campagne, isolée, qui va l'inspirer plus tard dans ses romans,. Après avoir quitté le lycée, il fait des études de sociologie « pour faire plaisir à ses parents » alors qu’il souhaitait, depuis son enfance, devenir guitariste professionnel . Il tente néanmoins de réaliser son rêve en créant le groupe de rock à Bilbao « Negro Loca » et plus tard à Amsterdam les « Rosalito Brother’s ». Il joue de la musique tout en écrivant des histoires sous la forme du thriller. Il finit par travailler hors d'Espagne, à cause du manque de travail dans son pays, dans la conception d’applications informatiques. Il a vécu plusieurs années à Dublin avant de s’installer à Amsterdam jusqu’en 2014. Il réside actuellement à Bilbao où il est devenu père d’une petite fille. Le père de Mikel Santiago est mort la même année. 

### Parcours littéraire
Mikel Santiago a écrit pendant des années des histoires sans jamais les faire paraître. En 2010, il décide de les publier sur Relatodromo, un blog qu’il a créé pour l’occasion. Il a commencé par mettre en ligne des petits extraits d’histoires. En 2010, il publie sur son blog Histoire d’un crime parfait. Ce texte lui ouvre une nouvelle visibilité et augmente nombre de visiteurs de Relatodromo. Par la suite, Mikel Santiago a auto-publié sous forme de livres électroniques trois de ses histoires ( Histoire d’un crime parfait, L’île aux cent yeux et Le chien noir) sur Smashwords gratuitement. Ces histoires ont pu ainsi être distribuées dans des librairies comme Barnes &Noble et iBooks. C'est le début du succès car Histoire d’un crime parfait est la deuxième œuvre dans le top 10 des iBooks les plus vendus en Espagne et que L’île aux cent yeux se positionne en quatrième position dans ce classement. En 2012, l’agence de presse AP (The Associated Press) a décidé d’inclure une liste supplémentaire avec les meilleures ventes en espagnol dans les listes de best-sellers aux États-Unis. Trois des histoires de Mikel Santiago sont dans le top 10 des livres les plus vendus,. En 2014, il publie son premier roman dans la collection Ediciones B, La dernier nuit à Tremore Beach. Des milliers d’exemplaires ont été vendus et ce roman a été traduit dans plus de vingt langues. Le producteur Alejandro Amenábar a acheté les droits d'une éventuelle adaptation au cinéma ou au petit écran. En 2015 il publie Le mauvais chemin (Ediciones B) qui connaît aussi un grand succès commercial. À la suite de ce roman, il signe un contrat d’édition avec la maison d’édition « Simon & Schuster », l’éditeur de Stephen King. D’autres se sont intéressés à l’auteur espagnol comme l’éditeur français Actes-Sud ayant commencé à publier des œuvres de Mikel Santiago dans sa collection « Actes noirs » et dans sa version poche « Babel noir».  Depuis, il s'est fait un nom le monde littéraire. Il est nommé « le Stephen King de Portugalete» ou encore « l’auteur à six chiffres » faisant référence aux nombre de romans vendus. 

## Style
Le style de Mikel Santiago se définit dans un langage informel et rapide. Ses romans tournent autour du thriller psychologique où sont mis en avant, à l’aide d’une voix narrative à la première personne du singulier, les émotions qui s’entrecroisent, donnant une complexité aux personnages. Le cadre des histoires de l’auteur se trouve dans des zones rurales, permettant de faire ressortir les couches sociales, notamment la classe bourgeoise installée en campagne. L’environnement familial, subissant de nombreuses péripéties, est source de peur et de danger pouvant être comparé à l'esthétique littéraire de l’écrivain Stephen King. Ce style d’écriture assimilé au Rural noir est ponctué par la présence de nombreuses références musicales, due à la pratique du rock par l’auteur. 

## Œuvres

### Romans
- 2014 : La última noche en Tremore Beach. Ediciones B Publié sous le titre La dernière nuit à Tremore Beach Paris,Actes Sud, collection «Actes noirs»,2016,336p,réédition, Paris, Actes Sud, collection «Babel noir»,n°194,2018,336p  (ISBN 978-8490705865)
- 2015 : El mal camino. Ediciones B Publié sous le titre Le mauvais chemin Paris,Actes Sud, collection «Actes noirs»,2018,336p,réédition,Paris,Actes Sud,collection «Babel Noir»,n°240,2020,432p  (ISBN 978-8490703007)
- 2017 : El extraño verano de Tom Harvey. Ediciones B Publié sous le titre L'étrange été de Tom Harvey Paris,Actes Sud, collection «Actes noirs»,2020,400p  (ISBN 978-8490705483)
- 2018 : La isla de las últimas voces. Ediciones B  (ISBN 978-8413140780)
- 2020 : El mentiroso. Ediciones B  (ISBN 978-8466667449)

### Histoires
- 2010 : Historia de un crimen perfecto. Auto-publié
- 2010 : La isla de los cien ojos. Auto-publié
- 2012 : El perro negro. Auto-publié
- 2013 : Noche de Almas y otros relatos de terror. Auto-publié
- 2019 : La huella , recopilatorio en papel de relatos. Auto-publié